# Remuda
Als Remuda bezeichnet man in der amerikanischen Landwirtschaft einen Reserve- und Auswechselbestand an Reit- und Arbeitspferden. 
Bei Viehtrieben in den USA entlang von Herdenwegen, sogenannten Trails, wurde und wird eine kleine Herde solch zusätzlicher Pferde mitgeführt. 
Für die Beaufsichtigung der Remuda ist ein Cowboy zuständig, den man Wrangler nennt.